# Brandtemühle
Brandtemühle, niedersorbisch Brandtowy Młyn, ist ein Wohnplatz der Stadt Vetschau/Spreewald im Landkreis Oberspreewald-Lausitz in Brandenburg. Die Einzelsiedlung zählt zum amtlichen Siedlungsgebiet der Sorben/Wenden.

## Lage
Der Wohnplatz Brandtemühle liegt in der Niederlausitz, rund einen Kilometer Luftlinie südwestlich der Vetschauer Altstadt und 18 Kilometer westlich von Cottbus. Umliegende Orte sind Vetschau-Altstadt im Norden, Vetschau-Neustadt im Nordosten, Lobendorf im Osten, Repten im Süden und Koßwig im Westen. Die Brandtemühle liegt unweit des Vetschauer Mühlenfließes und ist 100 Meter von der Landesstraße 525 entfernt.

## Geschichte
Die Brandtemühle wurde unter dem Namen Brand-Mühle als Wind- und Wassermühle angelegt und gehörte zum Flecken Schloss Vetschau. Im 19. Jahrhundert gehörte die Mühle zum Landkreis Calau im Regierungsbezirk Frankfurt der preußischen Provinz Brandenburg. Anfang der 1840er-Jahre bestand die Siedlung aus zwei Wohngebäuden und hatte sechs Einwohner. 1867 bestand Brandtemühle aus drei Wohnhäusern und hatte 15 Einwohner. Bei der Volkszählung vom 1. Dezember 1871 wurde in der Ansiedlung nur noch ein Gebäude verzeichnet, das von zwölf Personen bewohnt wurde.
Im Jahr 1928 wurde der Gutsbezirk Schloss Vetschau im Zuge der Auflösung der preußischen Gutsbezirke in die Stadt Vetschau eingegliedert. Nach dem Ende des Zweiten Weltkrieges gehörte die Brandtemühle erst zur Sowjetischen Besatzungszone und ab 1949 zur DDR. Am 25. Juli 1952 wurde die Stadt Vetschau mit den dazugehörigen Ortschaften dem Kreis Calau im Bezirk Cottbus zugeordnet. Nach der Wiedervereinigung lag die Brandtemühle zunächst im Landkreis Calau in Brandenburg, der am 6. Dezember 1993 im neuen Landkreis Oberspreewald-Lausitz aufging.